# Het nieuwe leren
Het nieuwe leren is een Nederlands onderwijsconcept waarbij van leerlingen wordt gevraagd zelf verantwoordelijkheid te leren, samen met anderen. Er worden daarbij alternatieve wijzen van beoordelen gehanteerd. Veel middelbare scholen kiezen ervoor om zich te onderscheiden in de onderwijsmarkt om de huidige concurrentie om leerlingen het hoofd te bieden.
De nieuwe onderwijsvormen waarmee de scholen experimenteren zijn bijvoorbeeld vraaggestuurd, projectgestuurd, probleemgestuurd, opdrachtgestuurd, ervaringsgericht en competentiegericht onderwijs.

## Voor- en tegenstanders
Sommige voorstanders zetten zich tegen het traditioneel leren af. Zij zien het oude leren puur als klassikaal onderwijs. Andere voorstanders wijzen erop dat leren meer is dan het vergaren van kennis.
Tegenstanders wijzen naar beperkt wetenschappelijk onderzoek dat slechts gematigd positieve resultaten laat zien. Deze resultaten zijn volgens hen voor velerlei conclusies uitlegbaar. Men stelt dat het “nieuwe leren” te weinig aan kennisoverdracht doet en leerlingen te weinig stuurt.
Voor kinderen met leer- en gedragsproblemen wordt doorgaans gesteld dat het nieuwe leren af te raden is. Zij zijn niet in staat om het eigen leerproces te organiseren en hebben vaak meer behoefte aan instructie en begeleiding van een leerkracht, omdat leren bij hen niet vanzelf gaat. De vraag wordt ook gesteld of kinderen in staat zijn om zelfstandig het niveau te bereiken zoals dat in de kerndoelen is vastgelegd. De leerling heeft tenslotte geen inzicht in de leerlijnen en deze kerndoelen. Ook wordt betwijfeld of kinderen in de basisschoolleeftijd in staat zijn om een dergelijke verantwoordelijkheid te dragen voor het organiseren en plannen van het eigen leerproces.

## Onderzoek
Het SCO-Kohnstamm Instituut van de Universiteit van Amsterdam heeft in opdracht van het Ministerie van Onderwijs onderzoek gedaan naar het nieuwe leren.
De onderwijskundige Greetje van der Werf van de Rijksuniversiteit van Groningen wees erop dat bij het nieuwe leren niet wordt gemeten met harde cijfers. De orthopedagoog Luc Stevens oordeelde naar aanleiding van het bestuderen van Slash21 dat “de leerlingen een hoog bewustzijn van de eigen ontwikkeling hebben”. Hij signaleerde verder een goede relatie met de docenten. Onderwijssociologe Sietske Waslander constateerde dat leerlingen zich meer gekend voelen. Problemen zijn hiaten in de kennis die zijn opgelopen, met name in de wiskunde en de vreemde talen.